# 팀 타라나키
팀 타라나키(Team Taranaki)는 뉴질랜드 타라나키 지방에 연고를 둔 아마추어 축구단으로, 총 13 지역에서의 구단을 운영했다.2016년 승격 후 팀은 2017년 센트럴 프리미어 리그에 참가한 후 2018년 리그에서 탈퇴했다
팀의 핵심은 현지 클럽 기반 선수들로 구성되었고 일부는 해외 아마추어 선수들로 구성되어있었다. 구단은 타라나키 지방에서 운영되는 모든 시니어 남자 클럽의 계약 지원을 받았으며 선발된 선수는 이 13 구단에서 선발되었다. 2003년에 채택 및 도입된 이러한 방식은 타라나키 지방을 떠나지 않고도 가능한 최고의 수준에서 플레이하기를 원하는 모든 선수들에게 수준 높은 축구를 할 수 있게 하도록 하는 것을 목표로 하여 도입되었다.

## 클럽 역사
이 클럽은 2003년 시즌 이후 리그에서 탈퇴한 모투로아 AFC를 대신하여 센트럴 페더레이션 프리미어리그에 참가하면서 결성되었다. 팀 타라나키에는 타라나키 지역의 여러 축구 클럽 선수들이 참여했다. 클럽은 뉴플리머스의 야로우 스타디움에서 홈 경기를 치렀다.
2006년에는 센트럴 리그로 승격되어 미라마 레인저스, 네이피어 시티 로버스, 웰링턴 올림픽, 웨스턴 서버브스 등 국내 최고 명문 구단들과 경쟁하며 성공적인 4시즌을 보냈다.
하지만 클럽은 2007년 센트럴 리그에서 강등되었다. 그러나 승격 구단인 기스본 시티는 클럽 재건 전략의 일환으로 승격을 거부했고 이에 따라 타라나키는 리그에 잔류할 수 있었다.
2010년에 이 팀은 센트럴 축구 지역 페더레이션 리그로 강등되었고, 새로운 세대의 젊은 재능을 포함하는 재건 프로그램을 시작했으며, 계속된 시즌에서 점진적인 개선을 보여 2011년 5위, 2012년 4위, 2013년 3위를 기록했다.
2014년 타라나키는 시작부터 리그를 주도하며 리그 준우승을 기록했다. 몇 주 후에는 첫 번째 페더레이션 리그 컵 결승전에서 1-0으로 승리해 대회에서 우승했다.
2015년에 페더레이션 리그 타이틀을 확보하고 경쟁을 장악한 후 챔피언으로 선언되었지만 센트럴 리그 승격에는 실패하였다.
2016년에는 2년 연속 페더레이션 리그 타이틀을 확보하고 Waterside Karori를 상대로 극적인 승리를 거두며 센트럴 리그로 승격했다. 2차전(홈&어웨이)으로 치러진 타라나키 팀은 뉴플리머스 홈경기에 이어 1-0으로 뒤졌지만 원정에서 적자를 뒤집어 이날 2-1(합산 2-2)로 이겼다.
2017년 타라나키는 권위 있는 센트럴 프리미어리그 대회에서 뉴질랜드 최고의 클럽 팀들과 경쟁했다. 팀은 대회에서 7위를 기록했다.

## 해체
2018년 팀은 시즌이 시작되기 전에 센트럴 프리미어리그에서 탈퇴하기로 결정했다. 당시 감독은 "타라나키에서 사용할 수 있는 선수 풀은 센트럴 리그 수준에서 뛸 만큼 충분하지 않으며 이번 시즌에는 일과 개인적인 약속 등으로 인해 뛸 수 없는 7명의 주요 경험이 있는 현지 선수가 있으며, 은퇴와 부상을 대체하는 것이 불가능하다고 판단되었다."라고 밝혔다.